# Amand von Buseck

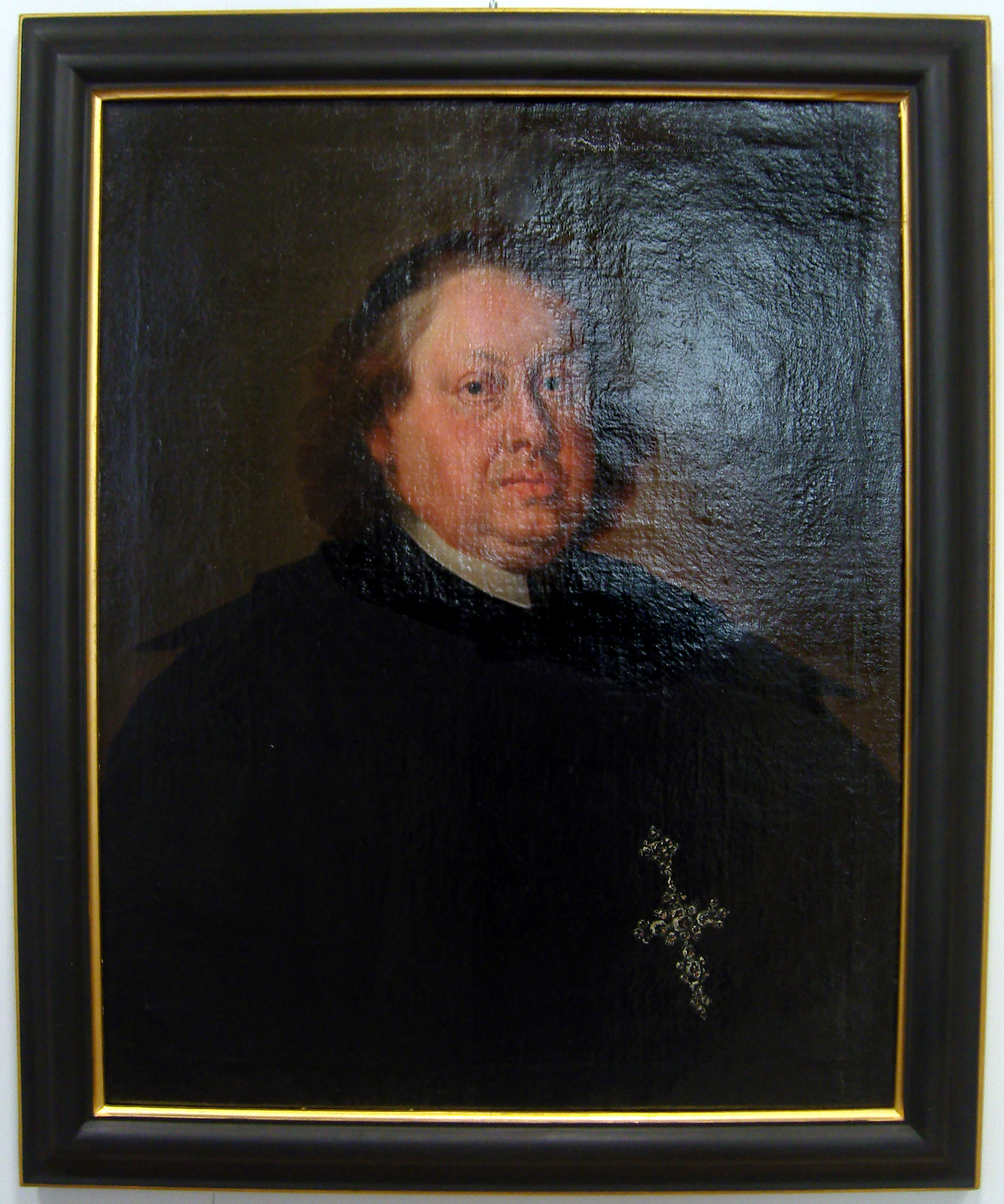
Porträt um 1740, gemalt von Emanuel Wohlhaubter

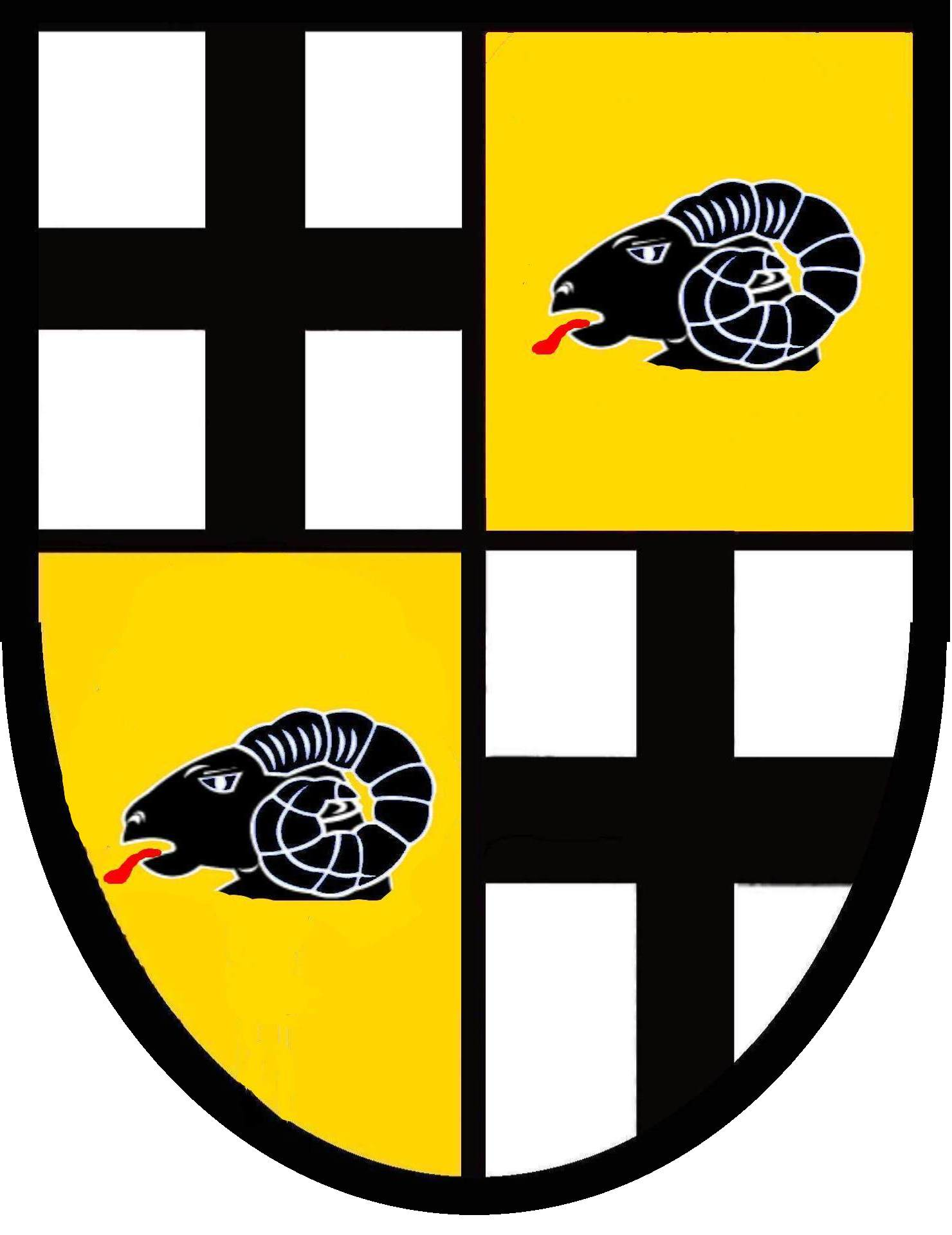
Wappen des 1. Fürstbischofs von Fulda

Friedrich Franz Ludwig von Buseck OSB (* 2. Februar 1685 in Eppelborn; † 4. Dezember 1756 in Fulda) war unter dem Ordensnamen Amand von Buseck ab 1737 Fürstabt der Reichsabtei Fulda, ab 1752 der erste Fürstbischof in Fulda.

## Familie
Amand von Buseck war der älteste Sohn von Philipp Franz Edmund von Buseck und dessen Gemahlin Maria Antonia Amalia, einer geborenen von Fechenbach. Sein Bruder Johann Christoph von Buseck war Deutschordenskomtur in Horneck, Ernst Johann Philipp Hartmann (1686–1754), sein anderer Bruder, war Vicedom in Fulda. Sein Neffe Christoph Franz von Buseck war der letzte Fürstbischof von Bamberg.

## Werdegang
Von Buseck kam 1695 zu seinem Großonkel Bonifatius von Buseck nach Fulda. Er begann 1697 seine Studien am dortigen Jesuitengymnasium. 1700 wurde er Page des Abts Adalbert von Schleifras. 1704 trat er in das Stift Fulda ein und legte im Jahr darauf seine Profess ab. Um 1708/09 wurde er in Erfurt zum Priester geweiht.
1710 wurde von Buseck in das Kapitel des Stifts Fulda aufgenommen. Seine Wahl zum Stiftsdekan und damit auch zum Propst von Neuenberg erfolgte 1724. Papst Benedikt XIII. ernannte ihn 1728 zum Titularbischof von Themiscyra und Weihbischof in Fulda. 1736 wurde er Rector Magnificus der aus der Jesuitenhochschule neu gegründeten Universität Fulda. Ein Jahr später erfolgte seine Wahl zum Fürstabt von Fulda. Die Wahl wurde 1738 von Papst Clemens XII. bestätigt. 1739 erfolgte die kaiserliche Bestätigung der Regalien. Nach der Erhebung der Abtei Fulda zum Bistum Fulda wurde Amand von Buseck 1752 zum Fürstbischof ernannt.

## Wirken
Von Buseck unternahm nach Aufnahme in das Stift zahlreiche Reisen, so 1715 eine Studienreise nach Holland, Flandern, Paris, Lothringen und in das Elsass. Sein Interesse galt der Architektur, der Gartenkunst und der Genealogie. Im Staatsarchiv Marburg befindet sich im Nachlass von Busecks eine große Sammlung genealogischer Notizen zu verschiedenen Adelsgeschlechtern. Zudem hinterließ er Zeichnungen vieler Grabsteine, die heute einen unschätzbaren Fundus für Familienforscher darstellen.
Mit der Wahl zum Stiftsdekan wurde er verstärkt in die weltlichen Geschäfte des Stiftes eingebunden. Beim Antritt seines Amtes als Fürstabt übernahm er die Schulden seiner Vorgänger. Ein großes Verdienst von ihm ist die Konsolidierung dieser Schulden. Er förderte das Handwerk, und zahlreiche Manufakturgründungen gehen auf ihn zurück, so eine Fayencerie, die sich durch qualitativ hochwertige Fayencen mit porzellanartigem Charakter auszeichnete, eine Woll- und Stuckmanufaktur und eine Damastweberei. In Brückenau ließ er die Salzwasserquellen fassen und begründete so den Kurbetrieb.

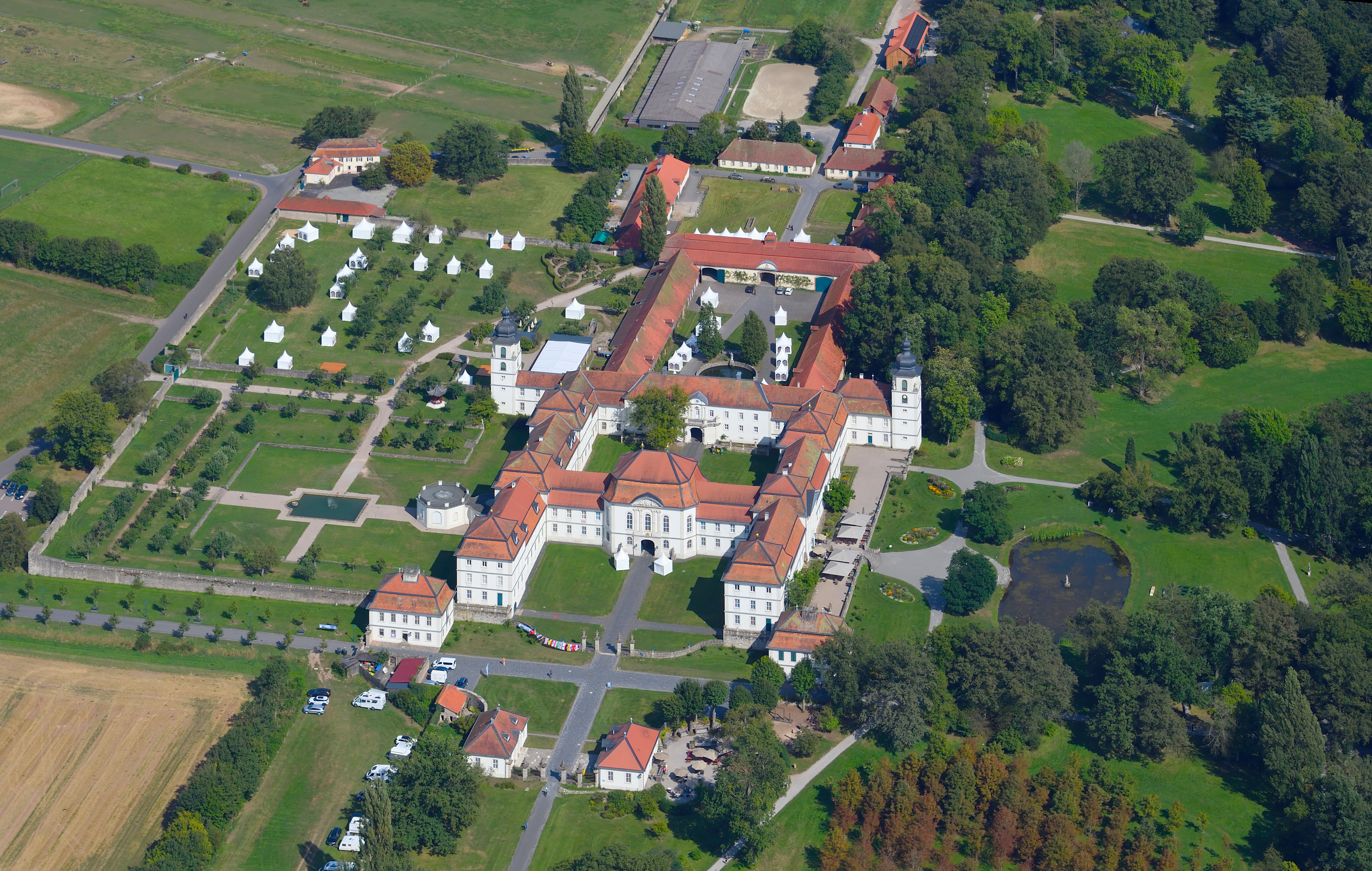
Schloss Fasanerie

Aufgrund seines Interesses an Architektur und seines zeichnerischen Geschicks hat von Buseck die Entwürfe seiner wichtigsten Bauvorhaben selbst gezeichnet. Zu den wichtigsten von ihm in Auftrag gegebenen Bauten zählt der Ausbau des Schlosses Fasanerie südlich von Fulda. Zahlreiche Pfarreien im Stiftsterritorium bekamen unter seiner Herrschaft ein neues Kirchengebäude oder eine Kirchenrenovierung, so St. Peter und Paul in Salmünster.
Von Buseck wirkte 1742 an der Krönungszeremonie der Kaiserin Maria Amalia von Österreich mit.
Die Stadt Fulda hat Amand von Buseck eine Straße gewidmet, in der sich die Musikschule Fulda befindet.